# صراع العروش: الموسم 6 (موسيقى تصويرية)
تم نشر ألبوم الموسيقى التصويرية للموسم السادس من مسلسل إتش بي أو صراع العروش، بعنوان صراع العروش: الموسم 6، رقميًا في 24 يونيو 2016، وتم إصداره لاحقًا على قرص مضغوط في 29 يوليو 2016. «نور السبعة» هي المرة الأولى التي يتم فيها استخدام البيانو في موسيقى صراع العروش. تم تأليف الألبوم من قبل رامين جوادي.

## الجوائز والترشيحات
| العام | الجائزة                                      | الفئة                                     | المرشح(ون)             | النتيجة | م.    |
| ----- | -------------------------------------------- | ----------------------------------------- | ---------------------- | ------- | ----- |
| 2016  | جوائز جمعية نقاد الموسيقى السينمائية الدولية | أفضل موسيقى تصويرية أصلية لمسلسل تلفزيوني | صراع العروش (الموسم 6) | فوز     | [ 3 ] |
| 2016  | جوائز جمعية نقاد الموسيقى السينمائية الدولية | أفضل موسيقى تصويرية للفيلم لهذا العام     | «نور السبعة»           | رُشِّح     | [ 3 ] |
| 2016  | جوائز الموسيقى التصويرية العالمية            | أفضل ملحن تلفزيوني لهذا العام             | رامين جوادي            | رُشِّح     | [ 4 ] |

## الملاحظات
1. ↑  تم ترشيح رامين جوادي أيضًا لعمله في مسلسلات شخص مثير للإهتمام والسلالة ووست وورلد.